# Wo die Sonne wieder lacht
Wo die Sonne wieder lacht ist das zweite Studioalbum von Frei.Wild, einer Deutschrock-Band aus Brixen in der italienischen Provinz Bozen–Südtirol. Es erschien im Jahr 2003 über das belgische Independent-Label Razorwire Records. Am 28. Mai 2010 wurde das Album über Frei.Wilds neues Label Rookies & Kings wiederveröffentlicht.

## Musikstil und Inhalt
Der Großteil der Lieder des Albums ist, wie auf allen anderen Veröffentlichungen der Band, ziemlich rockig gehalten. Lediglich der Song Dein zweites Leben ist ein ruhigeres Stück. Thematisch gehen die Texte in unterschiedliche Richtungen. So handeln die Songs Imola (Formel 1) und 1860 (Fußball) von Sport, während Geld und Aids gesellschaftskritisch sind. Das Lied Südtirol hingegen propagiert patriotische Verbundenheit mit Südtirol.
Die Aufnahmequalität ist noch nicht auf dem Niveau von späteren Alben der Band.

## Covergestaltung
Das Albumcover der ursprünglichen Veröffentlichung zeigt ein Flugzeug am Boden von vorn. Im Hintergrund ist blauer Himmel zu sehen. Im oberen Teil des Bildes steht in roten Buchstaben Frei.Wild und rechts unten in Form eines Flugzeugtickets der Titel Wo die Sonne wieder lacht.
Die Wiederveröffentlichung ziert ein Cover, das in braun-gelben Farbtönen gehalten ist und eine Landschaft zeigt, die von Sonnenstrahlen beschienen wird. Im oberen linken Teil der Illustration stehen die Schriftzüge Frei.Wild und Wo die Sonne wieder lacht. Außerdem ist im rechten Teil des Bildes das typische Frei.Wild W an einer Felswand zu sehen.

## Titelliste
| Professionelle Bewertungen | Professionelle Bewertungen |
| -------------------------- | -------------------------- |
| Kritiken                   |                            |
| Quelle                     | Bewertung                  |
| asice.net                  | [ 4 ]                      |

| #  | Titel                     | Länge |
| -- | ------------------------- | ----- |
| 1  | Frei.Wild                 | 2:54  |
| 2  | Volle Kanne               | 2:34  |
| 3  | Südtirol                  | 3:50  |
| 4  | Wo die Sonne wieder lacht | 2:42  |
| 5  | Dein zweites Leben        | 4:06  |
| 6  | Geld                      | 2:52  |
| 7  | Freiheit                  | 3:32  |
| 8  | 1860                      | 3:15  |
| 9  | Imola                     | 5:13  |
| 10 | Zeig mir das Land         | 4:17  |
| 11 | Aids                      | 3:46  |
| 12 | Freundschaft              | 4:11  |

## Chartplatzierungen
Nach Wiederveröffentlichung im Jahr 2022 stieg Wo die Sonne wieder lacht für eine Woche auf Platz 50 in die deutschen Albumcharts ein.